# Liste der Heizwerke in München
Auf dieser Seite sind Heizwerke aufgelistet, die auf dem Stadtgebiet Münchens oder direkt an der Stadtgrenze liegen oder lagen. Heizwerke dienen der Erzeugung von Wärme für die Warmwasserversorgung, Raumbeheizung und industrielle Prozesse. Wenn sie auch zur Stromerzeugung dienen, werden sie als Heizkraftwerke bezeichnet.

## Bestehende Heizwerke
| Name                               | Betreiber          | Lage                      | Primärenergie           | Wärmemenge | Einspeisung in                                             | Anmerkungen | Bild |
| ---------------------------------- | ------------------ | ------------------------- | ----------------------- | ---------- | ---------------------------------------------------------- | --- | ---- |
| Blockheizkraftwerk Joseph-Haas-Weg | Stadtwerke München | Pasing (Standort)         | Erdgas                  | 68 kW      | –                                                          | versorgt 40 Familien in einer Reihenhaus-Anlage mit Heizwärme und Warmwasser                                              |      |
| Blockheizkraftwerk Westbad         | Stadtwerke München | Pasing (Standort)         | Erdgas                  | 9,36 MW    | –                                                          | versorgt das Westbad, das Max-Planck-Gymnasium, mehrere Wohngebäude, ein Altenheim und benachbarte Sportanlagen mit Wärme |      |
| Geothermieanlage Riem              | Stadtwerke München | Riem (Standort)           | Erdwärme                | 9 MW       | Fernwärmenetz Riem                                         | |      |
| Heizkraftwerk Freimann             | Stadtwerke München | Schwabing (Standort)      | Erdgas                  | 400 MW     | Heißwassernetz Freimann                                    | |      |
| Heizkraftwerk Nord                 | Stadtwerke München | Unterföhring (Standort)   | Steinkohle, Restmüll    | 900 MW     | Heißwassernetze Nord und Freimann, Dampfnetz Innenstadt    | |      |
| Heizkraftwerk Süd                  | Stadtwerke München | Sendling (Standort)       | Erdgas, leichtes Heizöl | 814 MW     | Heißwassernetze Sendling und Perlach, Dampfnetz Innenstadt | |      |
| Heizwerk Gaisbergstraße            | Stadtwerke München | Haidhausen (Standort)     |                         | 147 MW     | Dampfnetz Innenstadt                                       | |      |
| Heizwerk Kathi-Kobus-Straße        | Stadtwerke München | Schwabing-West (Standort) |                         | 74 MW      | Dampfnetz Innenstadt                                       | |      |
| Heizwerk Koppstraße                | Stadtwerke München | Thalkirchen (Standort)    |                         | 90 MW      | Heißwassernetz Sendling                                    | |      |
| Heizwerk Perlach                   | Stadtwerke München | Perlach (Standort)        |                         | 159 MW     | Heißwassernetz Perlach                                     | |      |
| Heizwerk Riem                      | Stadtwerke München | Riem (Standort)           |                         | 35 MW      | Fernwärmenetz Riem                                         | |      |
| Heizwerk Schwabing                 | Stadtwerke München | Schwabing (Standort)      |                         | 8 MW       | –                                                          | versorgt das Schwabinger Krankenhaus mit Wärme                                                                            |      |
| Heizwerk Theresienstraße           | Stadtwerke München | Maxvorstadt (Standort)    | Erdgas                  | 204 MW     | Dampfnetz Innenstadt                                       | |      |
| Heizwerk Zentralwäscherei          | Stadtwerke München | Moosach (Standort)        |                         | 7 MW       | –                                                          | versorgt die städtische Zentralwäscherei mit Prozessdampf und Heizwärme                                                   |      |
| Geothermieanlage Freiham           | Stadtwerke München | Freiham (Standort)        | Geothermie              | 12 MW      | –                                                          | versorgt seit 2016 Freiham und benachbarte Gebiete des Münchner Westens mit Wärme                                         |      |

## Ehemalige Heizwerke
- Aubinger Heizkraftwerk, Aubing (Standort), Baudenkmal
- Heizkraftwerk Drygalski-Allee, Obersendling, Baudenkmal (Standort).
- Heizkraftwerk Müllerstraße,[1] Isarvorstadt (ehemaliger Standort), umgebaut ab 2011[2]